# ヨツメイシガメ
ヨツメイシガメ (Sacalia quadriocellata) は、爬虫綱カメ目イシガメ科ニセイシガメ属に分類されるカメ。

## 分布
中華人民共和国（海南省、広東省、広西チワン族自治区）、ベトナム、ラオス東部
模式標本の産地（模式産地）は、Phuc-Son（ベトナム）。

## 形態
最大甲長14.5センチメートル。背甲の色彩は褐色や濃オリーブ色で、甲板ごとに黒い斑点が点在するが斑点のない個体もいる。左右の胸甲板の継ぎ目の長さ（間腹甲板長）は、背甲の最大幅の4分の1よりも長い。腹甲の色彩はサーモンピンクで、暗色の斑点や虫食い状の暗色斑が入る。
頭部の色彩は暗褐色や黒で、頭頂部に斑点が入らない。頭部背面の後部には、左右に2つずつ明瞭な眼状斑が入る（メスは前部の眼状斑がやや小型で、不明瞭になる個体もいる）。種小名quadriocellataは「4つの眼のある、4つの眼状斑のある」の意で、和名や英名（four-eyed=4つの眼がある）と同義。顎を覆う角質（嘴）の色彩は暗褐色。喉の色彩は赤色やピンク色。頸部には3本の太い筋模様が入る。

## 生態
中華人民共和国では標高100 - 400メートルの低山地や丘陵内を流れる、渓流やその周辺に生息する。
食性は雑食と考えられている。
繁殖形態は卵生。飼育下では1回に2 - 6個の卵を産んだ例がある。

## 人間との関係
生息地では食用とされることがある。
乱獲や、ダム建設や水力発電などによる生息地の破壊により生息数が激減している。以前は食用としての需要は大きくなかったが、2012年頃から価格が高騰し需要が高まっていると考えられている。2005年に中華人民共和国の個体群はワシントン条約附属書IIIに掲載され、2013年にワシントン条約附属書IIに掲載された。
ペットとして飼育されることもあり、日本にも輸入されている。野生個体が少数流通していたが、まれに欧米での飼育下繁殖個体が流通する事もあった。平成初期には流通量は多かったものの輸送状態が悪く、原虫による感染症により状態を崩していたり腹甲に潰瘍ができている個体が多く、飼育の難しい種とされていた。